# Cartoon Network Studios
A Cartoon Network Studios (kiejtése: /kɑːrˈtun ˈnetwɜːrk stuːdioːz/) egy amerikai filmstúdió, amelynek tulajdonosa a Turner Broadcasting System, a Time Warner leányvállalata. 1994-ben alapították. A stúdió főleg animációs műsorokat készít a Cartoon Network részére. A Cartoon Network Studiosnak két társstúdiója van: a londoni Cartoon Network Development Studio Europe és az abu-dzabi Cartoon Network Studios Arabia.

## Története
1994-ben megalapították a Cartoon Network Studios-t, amely közösen a Hanna-Barberával rajzfilmeket kezdett gyártani a rajzfilmadó számára. Az első társprodukció a Micsoda rajzfilm! lett, amely hétperces rövidfilmekből áll. A kezdeti sorozatokat Cartoon Cartoons-rajzfilmeknek mondták. 1999-ben saját helyet kapott a stúdió, Burbankben, a 300 N 3rd St címen.
Miután William Hanna elhunyt, a Hanna-Barbera beolvadt a Warner Bros. Animation-be. A CN Studios-t pedig elkülönítették a Hanna-Barberától és azóta is készíti az adó eredeti sorozatait. A legtöbbet a stúdió önállóan gyártja, de némelyiket más stúdiókkal közösen.
A stúdió 2010-ig kizárólag rajzfilmeket gyártott, ezután készítette el első élőszereplős sorozatát, a Tower Prep-et. Azóta már három ilyen sorozatot és egy filmet készített. 2010. szeptember 5-én logót változtatott, a Check it. arculathoz illeszkedően, majd 2013-ban ismét új, az eredetihez hű logót vezetett be.

## Produkciók

### Jelenlegi és korábbi sorozatok
| Cím                                   | Év        | Alkotó                                       | Megjegyzés | Korhatár          |
| ------------------------------------- | --------- | -------------------------------------------- | --- | ----------------- |
| Micsoda rajzfilm!                     | 1995–2001 | Fred Seibert                                 | World Premiere Toons-ként és The Cartoon Cartoon Show-ként is ismert. Rengeteg Cartoon Network-sorozat alapjául szolgált. Egyes részeit magyarul még nem mutatták be. Társprodukció a Hanna-Barbera Cartoons-zal. | TV-Y7 TV-G        |
| Dexter laboratóriuma                  | 1996–2003 | Genndy Tartakovsky                           | A Micsoda rajzfilm! spin off-ja. Társprodukció a Hanna-Barbera Cartoons-zal. | TV-Y7 TV-G        |
| Johnny Bravo                          | 1997–2004 | Van Partible                                 | A Micsoda rajzfilm! spin off-ja. Társprodukció a Hanna-Barbera Cartoons-zal. | TV-Y7             |
| Boci és Pipi                          | 1997–1999 | David Feiss                                  | A Micsoda rajzfilm! spin off-ja. Társprodukció a Hanna-Barbera Cartoons-zal. | TV-Y7             |
| Én vagyok Menyus                      | 1997–2000 | David Feiss                                  | 1999-ig a Boci és Pipi részeként adták. Társprodukció a Hanna-Barbera Cartoons-zal. | TV-Y7             |
| Pindúr pandúrok                       | 1998–2005 | Craig McCracken                              | A Micsoda rajzfilm! spin off-ja. Társprodukció a Hanna-Barbera Cartoons-zal. | TV-Y7-FV          |
| Harvey Birdman, Attorney at Law       | 2000–2007 | Michael Ouweleen Erik Richter                | Az első olyan eredeti sorozat, amelyet kifejezetten az Adult Swimnek készítettek. Társprodukció a Williams Street-tel, az Allied Arts & Science-szel és a Turner Entertainment-tel.                               | TV-PG TV-14       |
| Időcsapat                             | 2001–2003 | David Wasson                                 | | TV-Y7             |
| Szamuráj Jack                         | 2001–2004 | Genndy Tartakovsky                           | | TV-Y7-FV          |
| Zord és Gonosz                        | 2001–2002 | Maxwell Atoms                                | Két sorozattá választották külön, ezek a Billy és Mandy kalandjai a kaszással és a Gonosz Con Carne lettek. | TV-Y7 TV-Y7-FV    |
| Whatever Happened to... Robot Jones?  | 2002–2004 | Greg Miller                                  | Magyarul még nem mutatták be. | TV-Y7-FV TV-G     |
| Billy és Mandy kalandjai a kaszással  | 2003–2008 | Maxwell Atoms                                | Eredetileg a Zord és Gonosz része volt. | TV-Y7-FV          |
| Gonosz Con Carne                      | 2003–2005 | Maxwell Atoms                                | Eredetileg a Zord és Gonosz része volt. | TV-Y7-FV          |
| Csillagok háborúja: Klónok háborúja   | 2003–2005 | Genndy Tartakovsky                           | A Csillagok háborúja alapján készült. Társprodukció a Lucasfilm-mel. | TV-PG-V           |
| Megas XLR                             | 2004–2006 | Jody Schaeffer George Krstic                 | A munkacíme LowBrow volt. | TV-Y7-FV          |
| Fosterék háza képzeletbeli barátoknak | 2004–2010 | Craig McCracken                              | | TV-Y7             |
| Juniper Lee                           | 2005–2007 | Judd Winick                                  | | TV-Y7-FV          |
| László tábor                          | 2005–2008 | Joe Murray                                   | | TV-Y7             |
| Az osztálytársam egy majom            | 2005–2008 | Julie McNally-Cahill Timothy Cahill          | | TV-Y7             |
| Ben 10                                | 2005–2008 | Man of Action                                | Bár e sorozat 2008-ban véget ért, még ma is készülnek feldolgozások. | TV-Y7-FV          |
| Mókus fiú                             | 2006–2008 | Everett Peck                                 | | TV-Y7             |
| 3000 osztálya                         | 2006–2008 | André Benjamin Thomas W. Lynch               | Az első eredeti sorozat, amelyet egy énekes alkotott. Társprodukció a Moxie Turtle-lel és a Tom Lynch Company-val.                                                                                                | TV-Y7             |
| Mit rejt Jimmy koponyája?             | 2007–2008 | Tim McKeon Adam Pava                         | Az első eredeti sorozat, amely élőszereplős, rajzfilmszereplőkkel. Társprodukció a Brookwell McNamara Entertainment-tel.                                                                                          | TV-Y7-FV          |
| Transformers: Animated                | 2007–2009 | Hasbro                                       | Az első eredeti sorozat, amely alapja egy Hasbro-játék, a Transformers – Az alakváltók. Társprodukció a MOOK DLE-vel, a The Answer Studio-val, a Hasbro-val és a Studio 4°C-szal. Magyarul még nem mutatták be.   | TV-Y7-FV          |
| Chowder                               | 2007–2010 | C. H. Greenblatt                             | A stop-motion animációt a Screen Novelties készítette. | TV-Y7-FV          |
| Johnny Test                           | 2008–2015 | Scott Fellows                                | | TV-Y7 és TV-Y7-FV |
| Ben 10 és az idegen erők              | 2008–2010 | Man of Action                                | A Ben 10 második sorozata. | TV-Y7-FV          |
| Nyomi szerencsétlen utazásai          | 2008–2010 | Thurop Van Orman                             | A stop-motion animációt a Screen Novelties készítette. | TV-Y7-FV          |
| Kalandra fel!                         | 2010. óta | Pendleton Ward                               | A Nicktoons-rajzfilmsorozat, a Random! Cartoons spin-offja. Társprodukció a Frederator Studios-zal. | TV-PG             |
| Ben 10: Ultimate Alien                | 2010–2012 | Man of Action                                | A Ben 10 harmadik sorozata. | TV-Y7-FV          |
| Generátor Rex                         | 2010–2013 | Man of Action                                | | TV-PG TV-PG-V     |
| The Cartoonstitute                    | 2010      | Rob Sorcher                                  | Eredetileg úgy tervezték, hogy magán a csatornán adják le, de végül csak a CartoonNetwork.com-ra töltötték fel. Magyarul még nem mutatták be.                                                                     | TV-PG             |
| Parkműsor                             | 2010–2017 | J. G. Quintel                                | A Cartoonstitute spin-offja. | TV-PG TV-PG-V     |
| Tower Prep                            | 2010      | Paul Dini                                    | A stúdió első élőszereplős sorozata. 45 percesek a részei. Magyarul még nem mutatták be. | TV-PG-V           |
| Szimbionikus titán                    | 2010–2011 | Genndy Tartakovsky Bryan Andrews Paul Rudish | Társprodukció az Orphanage Animation Studios-zal. | TV-PG-V           |
| The Problem Solverz                   | 2011–2013 | Ben Jones                                    | Magyarul még nem mutatták be. | TV-PG             |
| Secret Mountain Fort Awesome          | 2011–2013 | Peter Browngardt                             | A Cartoonstitute spin-offja. A sorozat spin-offja pedig az Uncle Grandpa. Magyarul még nem mutatták be. | TV-PG             |
| Gémerek                               | 2012–2013 | Derek Guiley David Schneiderman              | A stúdió második élőszereplős sorozata. | TV-PG-V           |
| Ben 10: Omniverzum                    | 2012. óta | Man of Action                                | A Ben 10 negyedik sorozata. | TV-Y7-FV          |
| Incredible Crew                       | 2012–2013 | Nick Cannon                                  | A stúdió harmadik élőszereplős sorozata. Magyarul még nem mutatták be. Társprodukció az N'Credible Entertainment-tel.                                                                                             | TV-PG             |
| Nagyfater bátyó                       | 2013. óta | Peter Browngardt                             | A Secret Mountain Fort Awesome spon-offja, amely eredetileg az utóbbi sorozat pilot epizódja volt a The Cartoonstitute című műsorban. Magyarul még nem mutatták be.                                               | TV-PG             |
| Steven Universe                       | 2013. óta | Rebecca Sugar                                | A stúdió első hölgy alkotta sorozata. Magyarul még nem mutatták be. | TV-PG             |
| Mixelek                               | 2014. óta | LEGO                                         | Rövidfilmsorozat. | TV-G              |

### Készülő sorozatok
| Cím              | Év   | Alkotó      | Megjegyzés                                                                                              | Korhatár |
| ---------------- | ---- | ----------- | --- | -------- |
| Clarence         | 2013 | Skyler Page | Rajzfilmsorozat, amelyet a Cartoon Network vígjátékblokkjába szánnak. 12 negyedórás részt rendeltek be. | TV-PG    |
| I Heart Tuesdays | 2013 | Ne-Yo       | Rajzfilmsorozat, amelyet a Cartoon Network vígjátékblokkjába szánnak.                                   | TV-PG    |

### Telefilmek
| Cím                                       | Év   | Alkotó                          | Megjegyzés                                                                             | Korhatár |
| ----------------------------------------- | ---- | ------------------------------- | -------------------------------------------------------------------------------------- | -------- |
| Dexter's Laboratory: Ego Trip             | 1999 | Genndy Tartakovsky              | A Cartoon Network első telefilmje. A Dexter laboratóriuma alapján készült.             | TV-G     |
| The Flintstones: On the Rocks             | 2001 | Hanna-Barbera                   | Az eddigi utolsó Frédi és Béni-film.                                                   | TV-G     |
| Party Wagon                               | 2004 | Craig Bartlett                  |                                                                                        | TV-G     |
| Agyátültetés                              | 2006 | Tim McKeon Adam Pava            | A Mit rejt Jimmy koponyája? előzményfilmje.                                            | TV-PG    |
| Billy és Mandy nagy kalandja a Mumussal   | 2007 | Maxwell Atoms                   | Az első film, amely a Billy és Mandy kalandjai a kaszással alapján készült.            | TV-Y7-FV |
| Ben 10: Az Omnitrix titka                 | 2007 | Man of Action                   | Az első film, amely a Ben 10 alapján készült.                                          | TV-Y7-FV |
| Ben 10: Harcban az idővel                 | 2007 | Man of Action                   | A Cartoon Network első élőszereplős filmje. A Ben 10 alapján készült második film.     | TV-PG-V  |
| Billy és Mandy: A Halloween-i különkiadás | 2008 | Maxwell Atoms                   | A második film, amely a Billy és Mandy kalandjai a Kaszással alapján készült.          | TV-Y7-FV |
| Ben 10: Alien Swarm                       | 2009 | Man of Action                   | A Cartoon Network második élőszereplős filmje. A Ben 10 alapján készült harmadik film. | TV-PG-V  |
| A tűz gyermeke                            | 2010 | Peter Chung                     | A Cartoon Network első CGI-filmje.                                                     | TV-PG-V  |
| Gémerek                                   | 2011 | Derek Guiley David Schneiderman | A Cartoon Network harmadik élőszereplős filmje.                                        | TV-PG-V  |
| Johnny Bravo Goes to Bollywood            | 2011 | Van Partible                    | Az első film, amely a Johnny Bravo alapján készült.                                    | TV-G     |
| Ben 10: Le az űrlényekkel!                | 2012 | Man of Action                   | A Cartoon Network második CGI-filmje. A Ben 10 alapján készült negyedik film.          | TV-Y7-FV |
| Annoying Orange-film                      | 2013 | Gagfilms                        | Az Annoying Orange alapján készül.                                                     | TV-Y7-FV |

### Keresztezett különkiadások
| Cím                                | Év   | Alkotó        | Megjegyzés | Korhatár |
| ---------------------------------- | ---- | ------------- | --- | -------- |
| A rémkölykök kalandjai a kaszással | 2007 | Maxwell Atoms | Az első ilyen különkiadása a Cartoon Networknek. A Billy és Mandy kalandjai a kaszással és a Jelszó: Kölök nem dedós keresztezése. | TV-Y7-FV |
| Egyesült hősök                     | 2011 | Man of Action | A Ben 10: Ultimate Alien és a Generátor Rex keresztezése.                                                                          | TV-PG-V  |

### Mozifilmek
| Cím                         | Év   | Alkotó          | Megjegyzés | Korhatár |
| --------------------------- | ---- | --------------- | --- | -------- |
| Pindúr pandúrok: A mozifilm | 2002 | Craig McCracken | A Cartoon Network első mozifilmje. A Pindúr pandúrok alapján készült. A játékideje 71 perc. Magyarországon kiadták DVD-n. | PG       |

## Fordítás
- Ez a szócikk részben vagy egészben  a   Cartoon Network Studios című angol Wikipédia-szócikk fordításán alapul.  Az eredeti cikk szerkesztőit annak laptörténete sorolja fel. Ez a jelzés csupán a megfogalmazás eredetét és a szerzői jogokat jelzi, nem szolgál a cikkben szereplő információk forrásmegjelöléseként.